# Herb Brytyjskich Wysp Dziewiczych

Herb Brytyjskich Wysp Dziewiczych

Herb  w obecnej wersji został nadany 15 listopada 1960 r. Na zielonym polu tarczy postać św. Urszuli w białym stroju, ze złotą lampą oliwną, otoczona przez 11 innych lamp. Pod tarczą wstęga z dewizą "Vigilate" (Bądzcie czujni).
Herb Wysp Dziewiczych pierwotnie pojawił się w nadanym 10 kwietnia 1909 roku wielopolowym herbie brytyjskiej kolonii Wyspy Podwietrzne.